# Cercospora sagittariae
Cercospora sagittariae är en svampart som beskrevs av Ellis & Kellerm. 1886. Cercospora sagittariae ingår i släktet Cercospora och familjen Mycosphaerellaceae.   Inga underarter finns listade i Catalogue of Life.